# 一滴水紀念館
25°10′41.7″N 121°25′50.8″E / 25.178250°N 121.430778°E
一滴水紀念館，又名水上宅，位於台灣新北市淡水區和平公園內，為了連結日本阪神大地震及台灣921大地震的台日情誼而遷建的紀念性建築。。為在台日本式建築的代表之一。

## 歷史

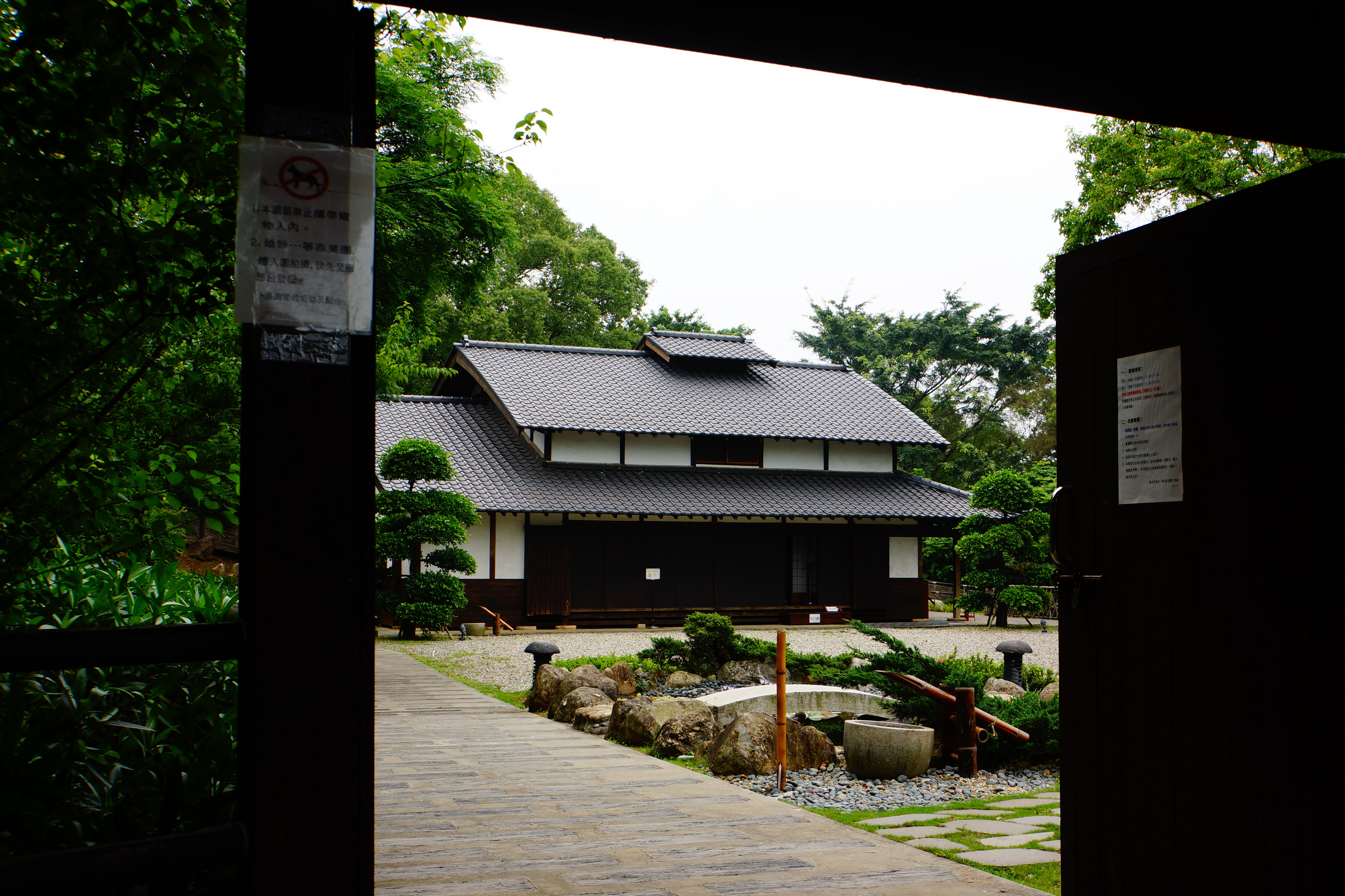
一滴水紀念館建築外觀

### 名稱含意
該棟日式建築原是1915年建於日本福井縣大飯町古民家之木造建築，取名為一滴水，是為紀念此棟建築物的木工水上覺治、及其子昭和時期知名作家水上勉而得名，一生承襲自日本滴水禪師的禪宗思想，崇尚珍惜萬物資源，就算只是微不足道的一滴水，也當物盡其用。另有含意感謝移築的人士，雖力量小如一滴水，終能匯聚能量完成此一跨國移築工程。

### 遷移來台
1995年，日本關西地方發生阪神大地震時，此宅幸運地未遭毀壞，屋主為了讓震災受難的災民能有可懷當地共同回憶的地方，便把房子捐出，後因1999年台灣發生921大地震，日本地區曾受阪神地震的受災居民感同身受，來臺協助災區重建工作，最終在時任臺北縣淡水鎮鎮長蔡葉偉、神戶大學自然科學研究所博士邱明民及其日本友人努力下，從2004年7月起拆解，並在2009年12月將構材在台重建，工程由日本苦力群生力軍及台灣志工、淡江大學建築系學生共同參與，最終在進行從組裝、上樑、覆瓦、砌牆工程後，並於2011年3月29日開館，並在同年入選為淡水新八景之「埔頂攬勝」的景點之一。。

## 建築風格

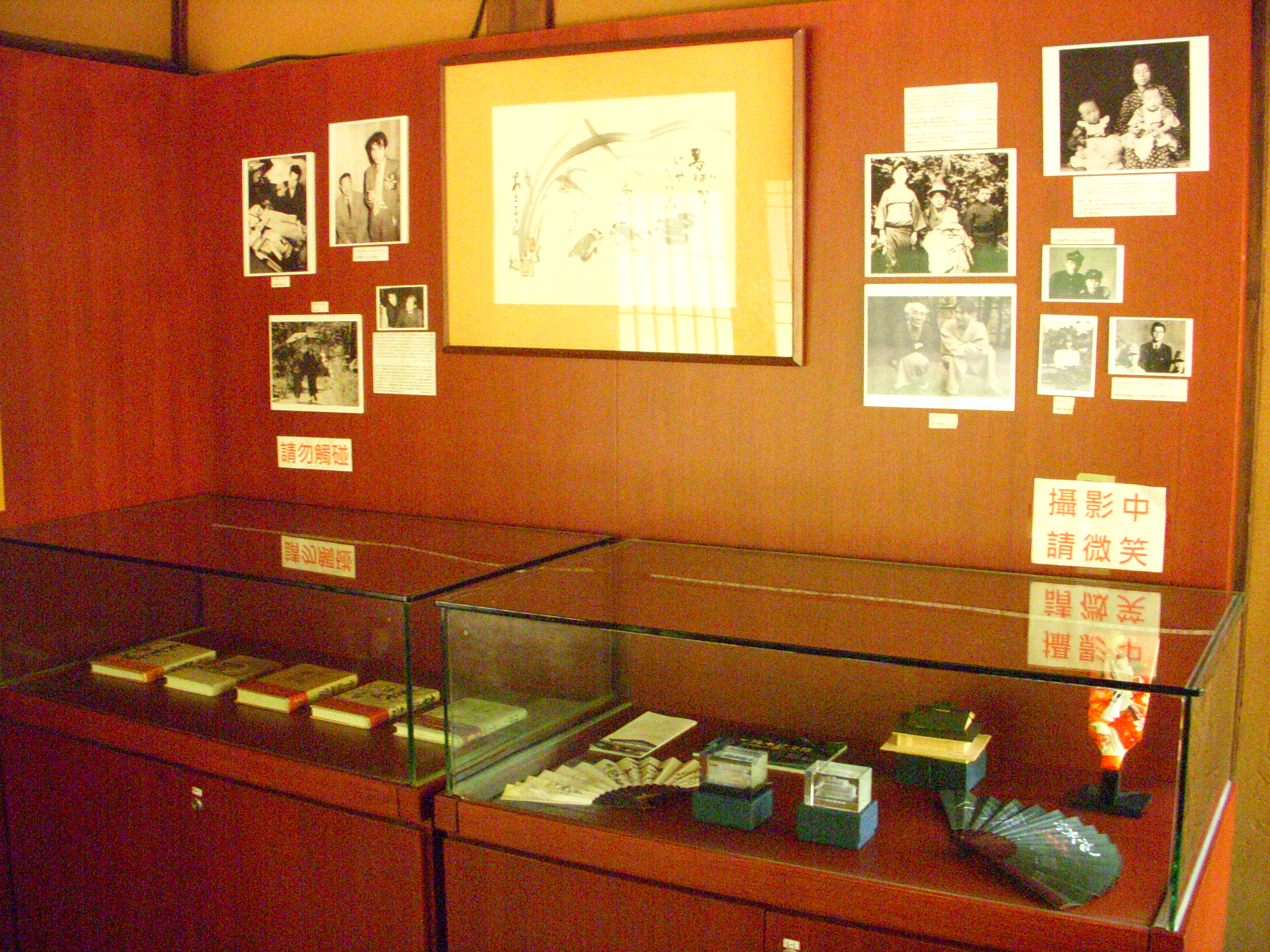
一滴水紀念館內部的展覽

一滴水紀念館外觀為典型古民家住宅風格，全棟建築以木頭樑柱、榫頭及竹編土牆來完成，並未使用任何一根釘子，並設有多樣的屋瓦圖騰和門窗格式，屋中的大門柱，即由門外算起第三根、最長也是銜接最多橫樑的直柱，在日本文化中則代表一家之主的父親角色。柱頂的棟札也是古民家的身分證明。以紅布包裹的木牌，記載其興建年分及建築的棟樑（即師傅）姓名。而紅布外纏繞一雙上梁時剪斷的夾腳草鞋，意味落地不再遷移。當前建築內則設置水上勉文庫及陳舜臣文庫，以促進台日文學交流。

### 其他
- 無障礙服務：提供身障者入館使用（到達現場請聯絡管理員）。
- 影音導覽：移築淡水技術篇，移築淡水觀點篇，移築淡水過程紀錄篇。

## 相簿

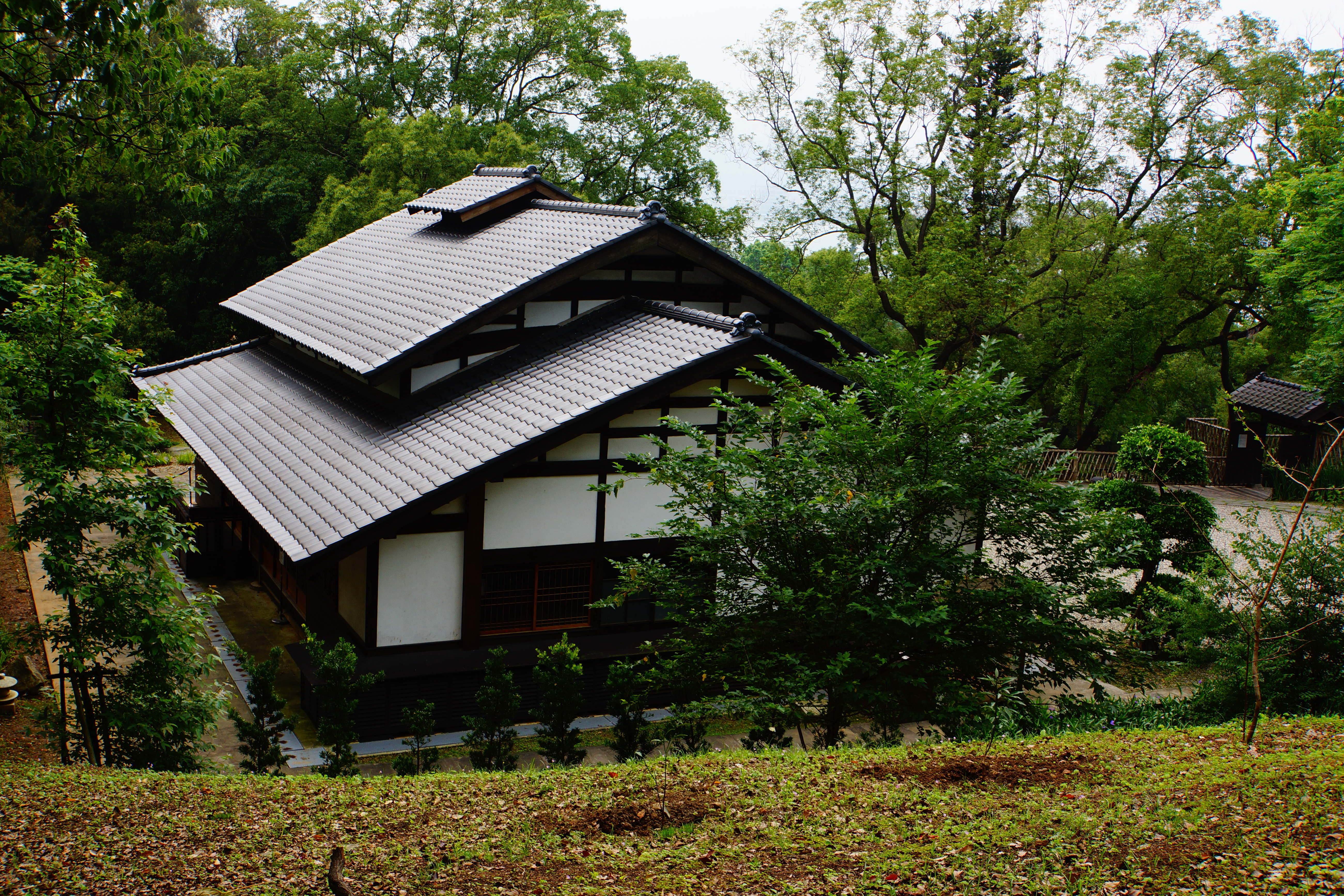
一滴水紀念館側面
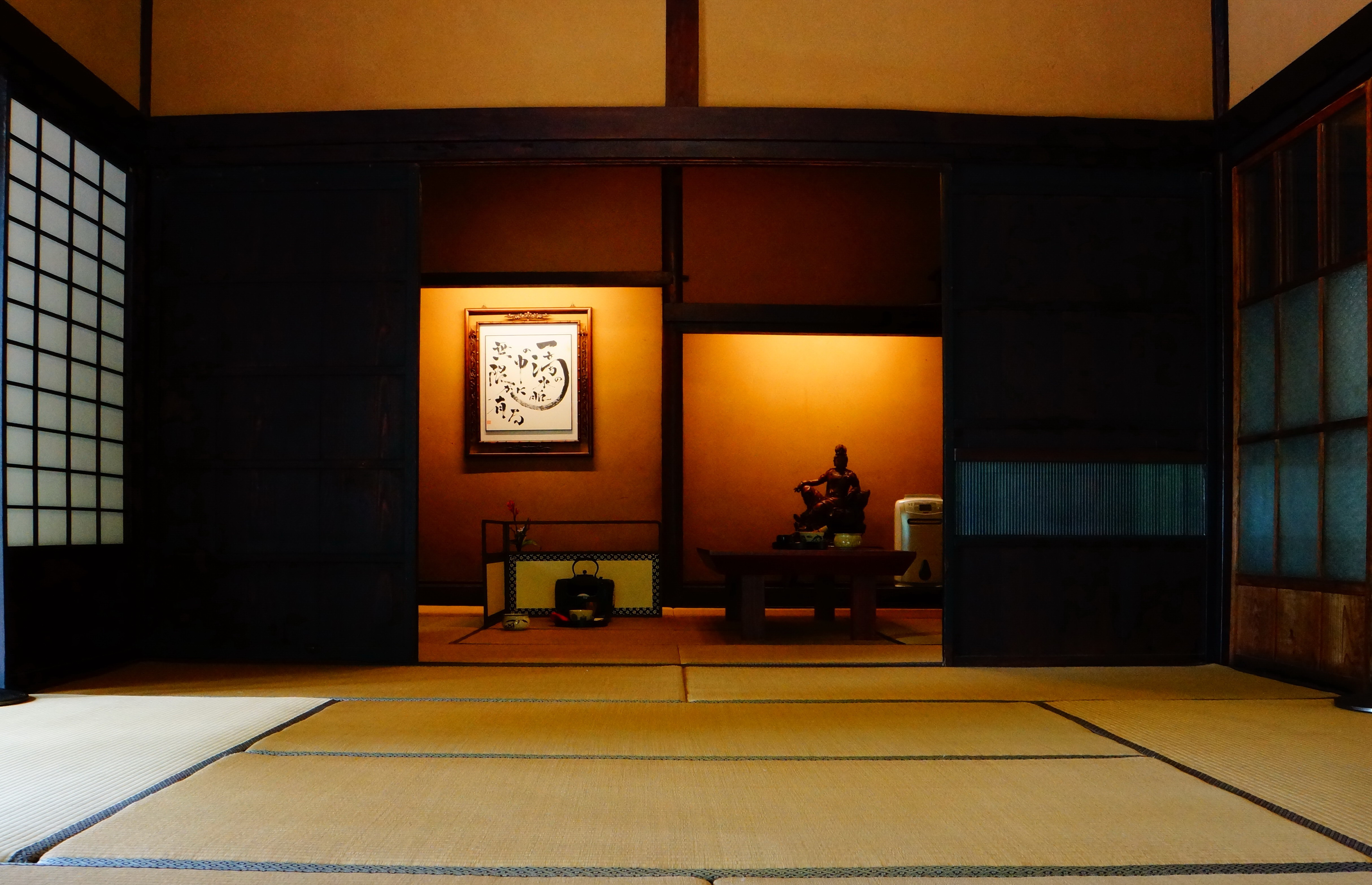
一滴水紀念館室內空間
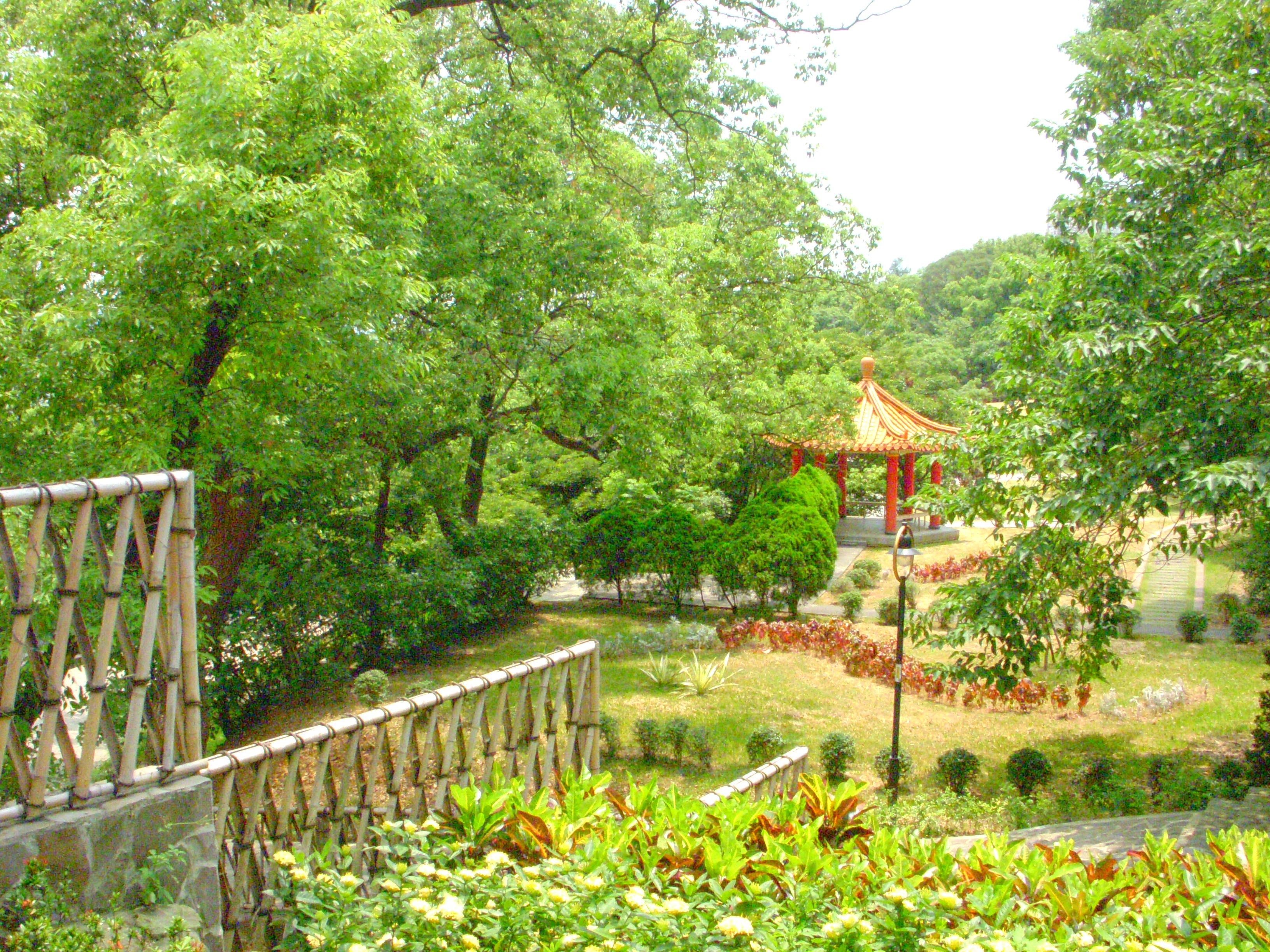
一滴水紀念館庭院
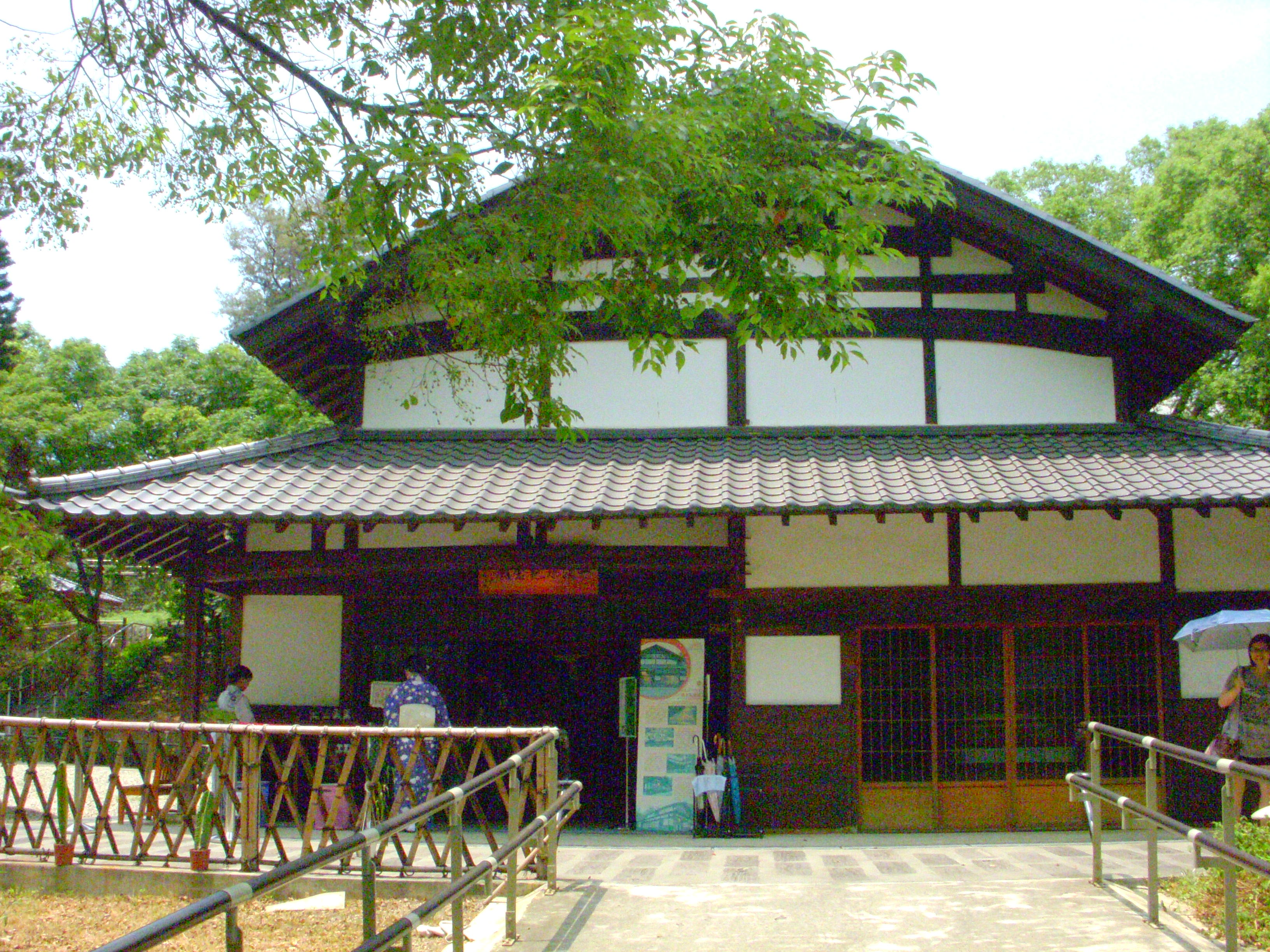
一滴水紀念館大門
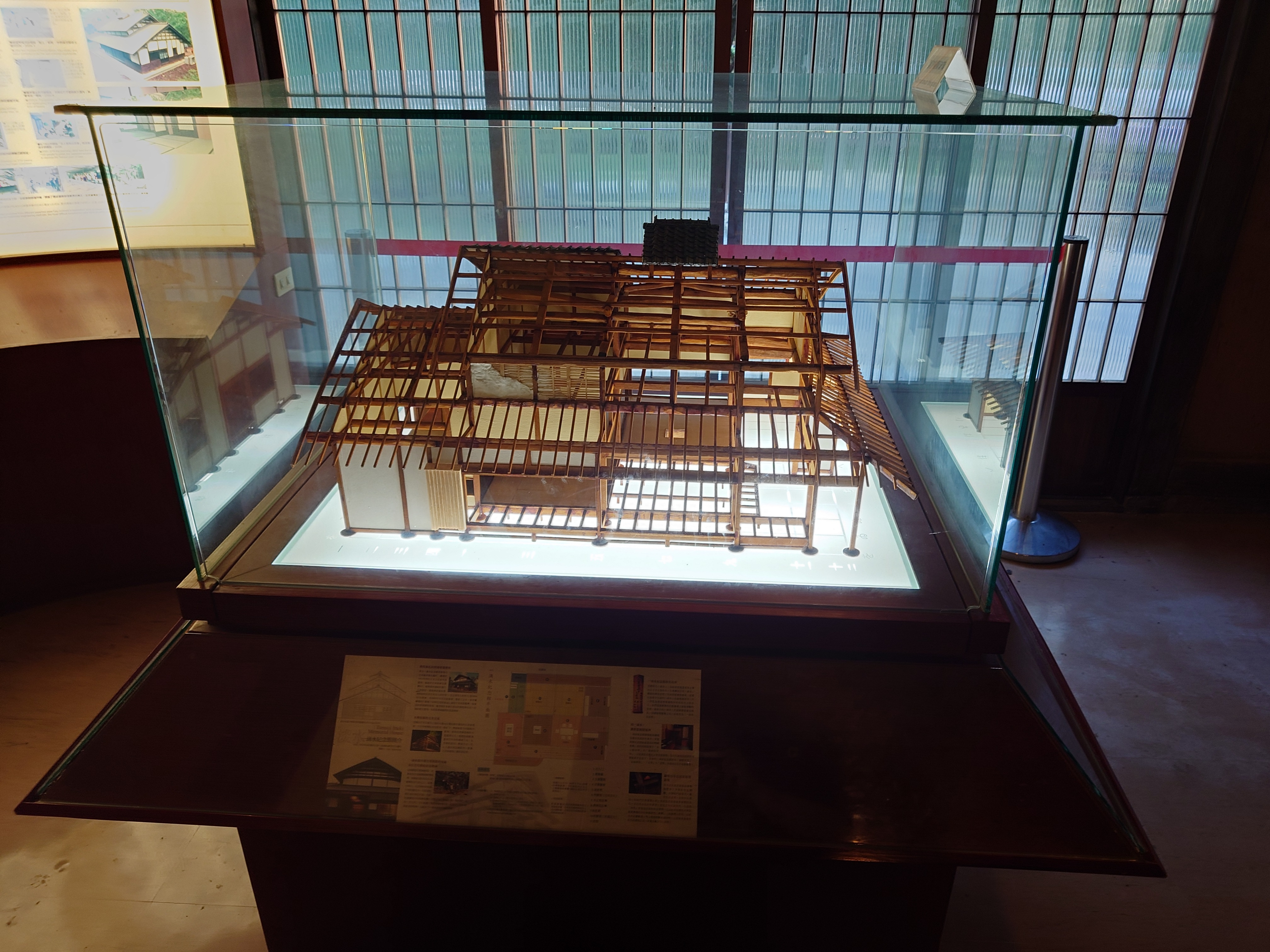
一滴水紀念館建築模型

## 外部連結
- 淡水區公所 - 一滴水紀念館
- 新北市觀光旅遊網 - 一滴水紀念館